# Path Racer

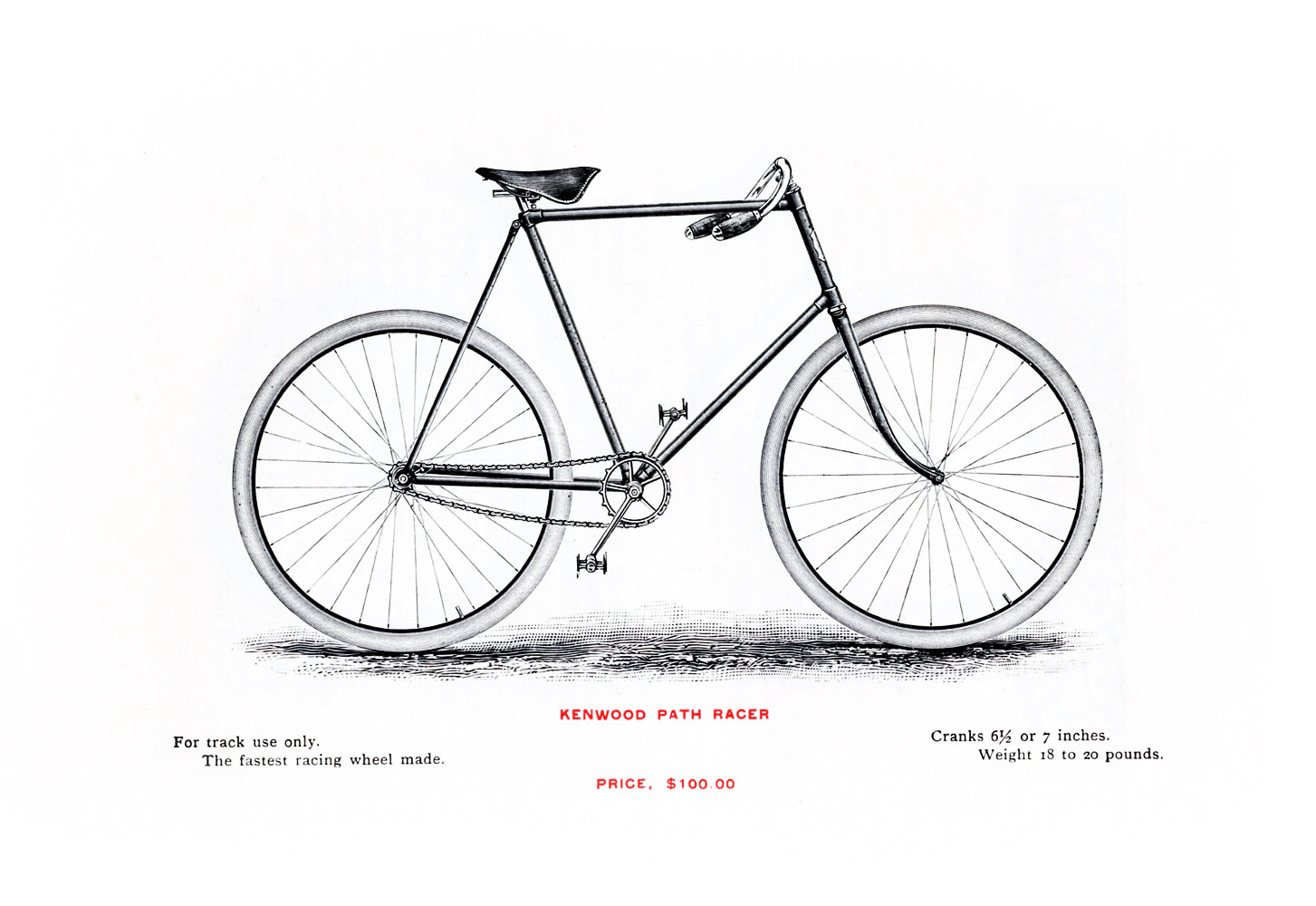
1895 Kenwood Path Racer de cuadro alto

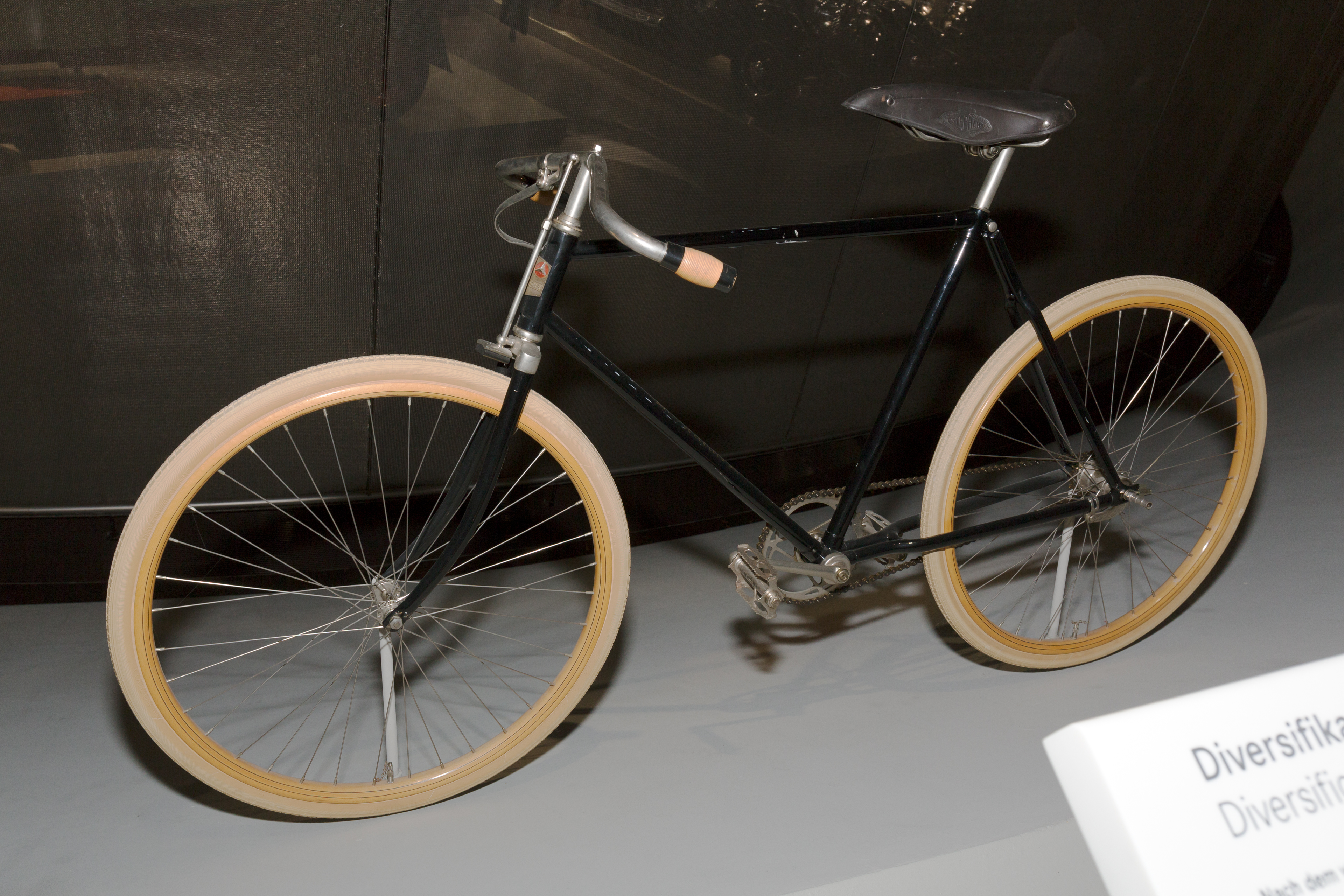
1924-1926 Mercedes path-racer

Un path-racer, también conocidas como road-racers, eran muy populares en los años del cambio al siglo XX, es una bicicleta diseñada para ciclismo en ruta así como ciclismo en pista, Path, cual en español significa sendero o camino, es un término victoriano/eduardiano del pasado para las  bicicletas de pista. El path-racer es el precursor directo de las modernas bicicletas de pista, aunque una bicicleta de path es para la pista y la carretera, en algunos casos con piñón libre, horquilla delantera con perforación para añadir un freno, y pedalier alto para no rozar en las vueltas, (pero no tan alto como las de pista modernas). 
El cuadro del path-racer es de acero y contrario a la moderna bicicleta de pista, su longitud es mayor a la de los 2 metros reglamentarios para las puramente de pista actuales. Incluyen espacios para guardabarros con perforaciones para los mismos. Por lo general utilizaban ruedas de 28 pulgadas de diámetro.

## Orígenes
Las primeras bicicletas de carreras eran esencialmente máquinas todoterreno, construidas con distancia entre ejes larga y neumáticos con cámara de aire para absorber los baches en las carreteras sin asfaltar de 28 x 1 ¾" (622 mm), 28 x 1 ½" (635 mm) o 28 x 1 ¼" (647 mm).  En cambio, una bicicleta tipo roadster completo tendría el manubrio un poco más alto relativamente al sillín, y contaría con guardabarros, piñón libre, y a veces un cambio interno de buje de tres marchas.
Antes de la llegada de los vehículos motorizados, las carreras de bicicletas fueron una de las principales actividades deportivas; algo así en la forma en que el fútbol es popular hoy en día. Todo el mundo conocía a los mejores pilotos de la época, así como las bicicletas que montaban.
Cada fabricante grande tenía algún tipo de path-racer y road-racer en su catálogo, invariablemente, una versión simplificada de su roadster estándar.
Así entusiastas de las carreras podían ver a sus héroes en acción - obviamente montando las más caras y especialmente construidas, ligeras y únicas máquinas de carreras - y luego comprar una bicicleta de aspecto similar a su fabricante local.
Las path-racer normalmente serían despojados de todos los componentes extra, incluyendo el inflador y el soporte de la lámpara.